# Plouhinec (Morbihan)
Plouhinec (bret. Pleheneg) – miejscowość i gmina we Francji, w regionie Bretania, w departamencie Morbihan.
Według danych na rok 1990 gminę zamieszkiwało 4026 osób, a gęstość zaludnienia wynosiła 113 osób/km² (wśród 1269 gmin Bretanii Plouhinec plasuje się na 117. miejscu pod względem liczby ludności, natomiast pod względem powierzchni na miejscu 189.).